# Rue Caillaux
La rue Caillaux est une voie du 13e arrondissement de Paris située dans le quartier de la Maison-Blanche.

## Situation et accès

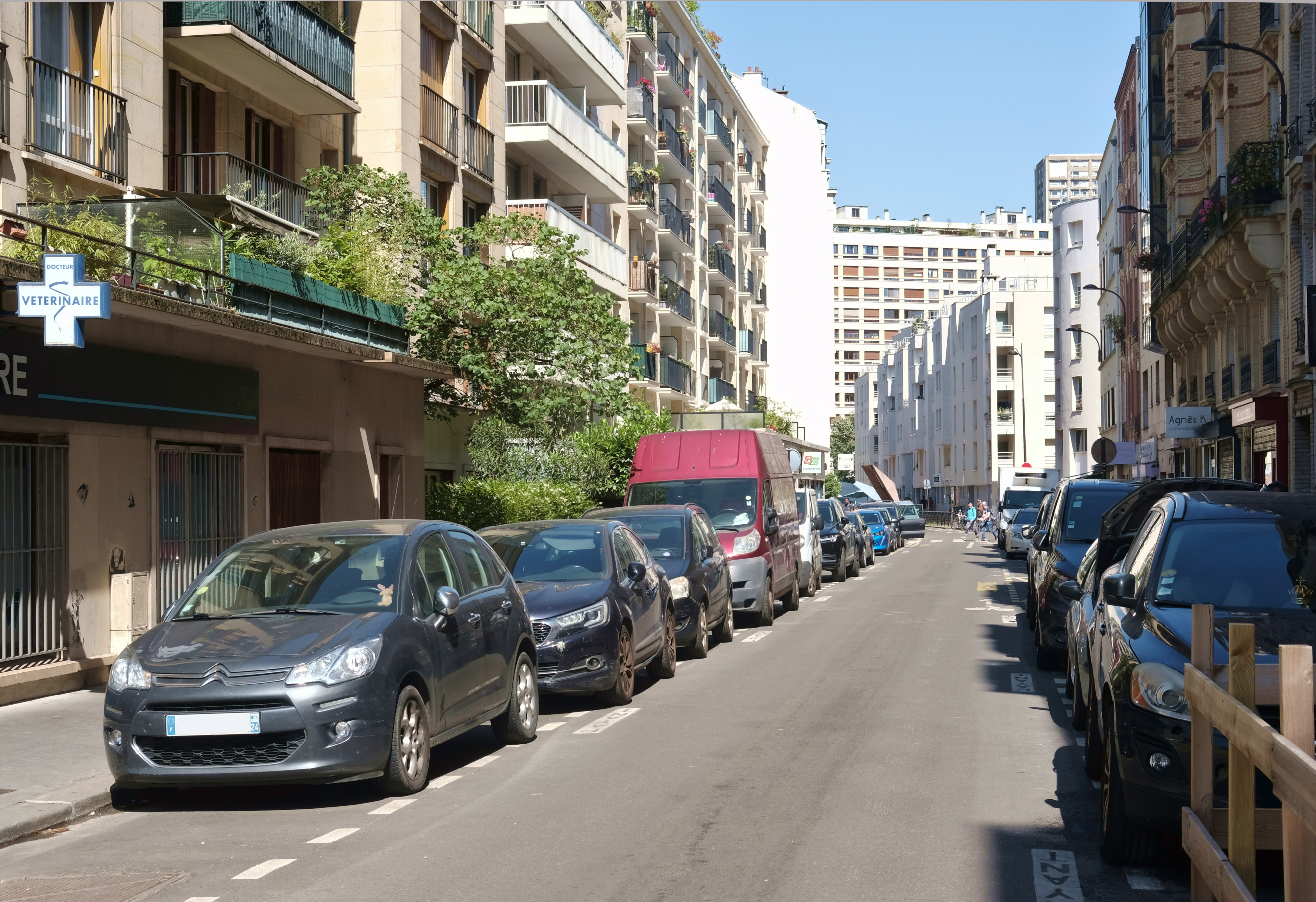
La rue Caillaux vue de l'avenue d'Italie.

La rue Caillaux est desservie par les lignes du métro 7 et 14 à la station Maison Blanche. Egalement par la ligne de bus 47, qui emprunte l'avenue d'Italie sur toute sa longueur.
Elle ouvre également sur la rue du Tage, à son intersection avec l'avenue d'Italie.

## Origine du nom
Elle porte le nom du propriétaire des terrains sur lesquels elle fut créée. 

## Historique
La voie est ouverte entre l'avenue de Choisy et la rue Gandon sous sa dénomination actuelle en mai 1863. 
En septembre 1894, elle est prolongée de la rue Gandon jusqu'à l'avenue d'Italie.

## Bâtiments remarquables et lieux de mémoire
- La tour Super-Italie.
- Le gymnase municipal Caillaux.